# الحكومة (السياني)

تعديل مصدري - تعديل

الحكومة السياني إحدى حارات مدينة السياني بمحافظة إب، بلغ تعداد سكانها 403 نسمة حسب تعداد اليمن لعام 2004.